# Heavy Machinery
Gli Heavy Machinery sono stati una tag team di wrestling attivo in WWE tra il 2016 e il 2020, formata da Otis e Tucker.

## Storia

### WWE (2016–2020)

#### NXT(2016–2018)
Gli Heavy Machinery hanno debuttato a NXT il 19 ottobre 2016 durante il Dusty Rhodes Tag Team Classic dove però sono stati eliminati da Austin Aries e Roderick Strong. Nella puntata di NXT del 17 dicembre gli Heavy Machinery sono stati sconfitti da Alexander Wolfe e Killian Dain dei SAnitY. Nella puntata di NXT dell'8 febbraio 2017 gli Heavy Machinery sono stati sconfitti dai Revival (Dash Wilder e Scott Dawson). Nella puntata di NXT del 29 marzo gli Heavy Machinery hanno sconfitto Mike Marshall e Jonathan Ortagun, due jobber locali. Nella puntata di NXT del 5 aprile gli Heavy Machinery hanno sconfitto i Bollywood Boyz (Gurv Sihra e Harv Sihra). Nella puntata di NXT del 3 maggio gli Heavy Machinery hanno sconfitto facilmente Ricardo Watts e Hector Kausman, due jobber locali. Nella puntata di NXT del 7 giugno gli Heavy Machinery hanno sconfitto facilmente Lars Sullivan e Victor Andrews. Nella puntata di NXT del 12 luglio gli Heavy Machinery hanno affrontato gli Authors of Pain (Akam e Rezar) per l'NXT Tag Team Championship ma sono stati sconfitti. Nella puntata di NXT del 30 agosto gli Heavy Machinery hanno sconfitto due jobber locali. Nella puntata di NXT del 27 settembre gli Heavy Machinery hanno sconfitto due jobber locali. Nella puntata di NXT dell'8 novembre gli Heavy Machinery hanno sconfitto Chris Payne e Sean Maluta. Nella puntata di NXT del 17 gennaio 2018 gli Heavy Machinery sono stati sconfitti da Riddick Moss e Tino Sabbatelli. Nella puntata di NXT del 7 febbraio gli Heavy Machinery hanno sconfitto Riddick Moss e Tino Sabbatelli. Nella puntata di NXT del 14 marzo gli Heavy Machinery sono stati sconfitti dagli Street Profits (Angelo Dawkins e Montez Ford) nei quarti di finale del Dusty Rhodes Tag Team Classic. Nella puntata di NXT dell'11 aprile il match gli Heavy Machinery e Riddick Moss e Tino Sabbatelli è terminato in no-contest a causa dell'intervento dei War Raiders (Hanson e Rowe). Nella puntata di NXT del 25 aprile gli Heavy Machinery hanno sconfitto Riddick Moss e Tino Sabbatelli. Nella puntata di NXT del 9 maggio gli Heavy Machinery sono stati sconfitti dai War Raiders. Nella puntata di NXT del 22 maggio gli Heavy Machinery sono stati sconfitti dai TM-61 (Nick Miller e Shane Thorne).

#### Roster principale (2018–2020)
Nella puntata di Raw del 14 gennaio 2019 gli Heavy Machinery hanno fatto la loro prima apparizione interrompendo il segmento di Alexa Bliss e Paul Heyman. Il loro primo incontro ufficiale (nonostante non siano ancora stati assegnati ad alcun roster) è avvenuto nella puntata di Raw del 21 gennaio dove hanno sconfitto gli Ascension (Konnor e Viktor). Nella puntata di SmackDown del 29 gennaio gli Heavy Machinery hanno partecipato ad un Four Corners Elimination match che comprendeva anche i The Bar (Cesaro e Sheamus), il New Day (Big E e Kofi Kingston) e gli Usos (Jey Uso e Jimmy Uso) per determinare i contendenti nº 1 allo SmackDown Tag Team Championship di The Miz e Shane McMahon per Elimination Chamber ma sono stati eliminati dai The Bar. Nella puntata di Raw del 4 febbraio gli Heavy Machinery hanno partecipato ad un Fatal 4-Way match che comprendeva anche il B-Team (Bo Dallas e Curtis Axel), i Lucha House Party (Gran Metalik e Lince Dorado) e i Revival (Dash Wilder e Scott Dawson) per determinare i contendenti nº 1 al Raw Tag Team Championship di Bobby Roode e Chad Gable ma il match è stato vinto dai Revival. Nella puntata di Raw del 4 marzo gli Heavy Machinery hanno vinto un Gauntlet match (contro tutti i tag team che hanno preso in giro alle spalle Otis) eliminando per ultimi Curt Hawkins e Zack Ryder. Nella puntata di Raw del 1º aprile gli Heavy Machinery hanno sconfitto Bobby Roode e Chad Gable. Il 7 aprile, nel Kick-off di WrestleMania 35, gli Heavy Machinery hanno partecipato all'André the Giant Memorial Battle Royal ma sono stati eliminati entrambi da Braun Strowman.
Con lo Shake-up del 16 aprile gli Heavy Machinery sono stati assegnati ufficialmente al roster di SmackDown, apparendo poi nelle settimane successive in numerosi siparietti comici nel backstage, spesso ai danni di Mandy Rose. Nella puntata di SmackDown dell'11 giugno gli Heavy Machinery hanno sconfitto i jobber AJ Kirsh e Dave Dutra (gli "Yolo County Tag Team Champions"). Nella puntata di SmackDown del 18 giugno gli Heavy Machinery hanno sconfitto il B-Team (Bo Dallas e Curtis Axel). Il 23 giugno, a Stomping Grounds, gli Heavy Machinery hanno affrontato Daniel Bryan e Rowan per lo SmackDown Tag Team Championship ma sono stati sconfitti. Nella puntata di SmackDown del 2 luglio gli Heavy Machinery hanno sconfitto Dolph Ziggler e Kevin Owens, inserendosi nel match per lo SmackDown Tag Team Championship ad Extreme Rules. Il 14 luglio, a Extreme Rules, gli Heavy Machinery hanno partecipato ad un Triple Threat Tag Team match per lo SmackDown Tag Team Championship che comprendeva anche i campioni, Daniel Bryan e Rowan, e Big E e Xavier Woods del New Day ma il match è stato vinto da questi ultimi. Nella puntata di SmackDown del 20 agosto gli Heavy Machinery sono stati sconfitti dai Revival (Dash Wilder e Scott Dawson) (appartenenti al roster di Raw). Nella puntata di Raw del 30 settembre gli Heavy Machinery hanno affrontato Dolph Ziggler e Robert Roode per il Raw Tag Team Championship ma sono stati sconfitti. Nella puntata di SmackDown del 4 ottobre gli Heavy Machinery, Braun Strowman e The Miz (questi ultimi due appartenenti al roster di Raw) hanno sconfitto AJ Styles (appartenente al roster di Raw), Randy Orton e i Raw Tag Team Champions Dolph Ziggler e Robert Roode. Nella puntata di SmackDown del 18 ottobre gli Heavy Machinery e Big E e Xavier Woods del New Day hanno sconfitto Dolph Ziggler, Robert Roode e gli SmackDown Tag Team Champions i Revival. Nella puntata di SmackDown del 6 dicembre gli Heavy Machinery hanno partecipato ad un Fatal 4-Way Tag Team Elimination match che comprendeva anche i Lucha House Party (Gran Metalik e Lince Dorado, Mustafa Ali e Shorty G e i Revival per determinare i contendenti nº1 allo SmackDown Tag Team Championship di Big E e Kofi Kingston del New Day ma sono stati eliminati dai Revival. Nella puntata di SmackDown del 13 dicembre gli Heavy Machinery sono stati sconfitti da Cesaro e l'Intercontinental Champion Shinsuke Nakamura. Nella puntata di Super SmackDown del 31 gennaio 2020 gli Heavy Machinery hanno partecipato ad un Fatal 4-Way Tag Team Elimination match che comprendeva anche i Lucha House Party, John Morrison e The Miz e i Revival per determinare i contendenti nº1 allo SmackDown Tag Team Championship di Big E e Kofi Kingston del New Day ma il match è stato vinto da Morrison e The Miz. Nella puntata di SmackDown del 20 marzo gli Heavy Machinery sono stati sconfitti dagli SmackDown Tag Team Champions John Morrison e The Miz per squalifica dopo che Otis ha colpito Morrison con una sedia fuori dal ring. Il 10 maggio, a Money in the Bank, Otis ha vinto il Money in the Bank Ladder match che comprendeva anche AJ Styles, Aleister Black, Daniel Bryan, King Corbin e Rey Mysterio. Nella puntata di SmackDown del 12 giugno gli Heavy Machinery e l'Universal Champion Braun Strowman hanno sconfitto Dolph Ziggler, John Morrison e The Miz. Nella puntata di SmackDown del 7 agosto gli Heavy Machinery hanno affrontato John Morrison e The Miz ma il match è terminato in no-contest. Nella puntata di SmackDown del 28 agosto gli Heavy Machinery e Big E hanno sconfitto John Morrison, The Miz e Sheamus. Nella puntata di SmackDown del 4 settembre gli Heavy Machinery hanno sconfitto John Morrison e The Miz.
Il 10 ottobre, per effetto del Draft, Tucker è passato al roster di Raw, segnando di fatto la fine del team con Otis.

## Nel wrestling

### Mosse finali
- Otis
  - Caterpillar (Elbow smash)
  - Pop-up falling powerslam
- Tucker
  - Project Mayhem

### Musiche d'ingresso
- Deny Them Pain dei Saltybeats (NXT; 19 ottobre 2016)
- Heavy dei CFO$ (NXT/WWE; 9 dicembre 2016–10 ottobre 2020)

## Titoli e riconoscimenti
- Pro Wrestling Illustrated
  - Rookie of the Year (2017) – Otis
- WWE
  - Money in the Bank (edizione 2020) – Otis